# Eudem (escriptor d'astronomia)
Eudem (en llatí Eudemus, en grec antic Εὔδημος) fou un escriptor grec que va escriure sobre la història de l'astronomia i de la geometria. És esmentat per Climent d'Alexandria, Diògenes Laerci i Procle.